# Europsko prvenstvo u odbojci za žene – Azerbajdžan i Gruzija 2017.
30. Europsko prvenstvo u odbojci za žene održano je od 22. rujna do 1. listopada 2017. u Azerbajdžanu i Gruziji pod pokroviteljstvom Europske odbojkaške federacije.
Naslov europskih prvakinja osvojila je djevojčad Srbije, koja je prvenstvo završila bez izgubljenog susreta te u završnici pobijedila Nizozemsku osvojivši drugi europski naslov nakon šest godina. Bronačno odličje osvojila je Turska nadvladavši domaćina Gruziju.

## Djevojčadi
Djevojčadi Gruzije i Azerbajdžana izravno su se plasirali kao domaćini.
Najboljih pet djevojčadi s prethodnog prvenstva također se bez dodatnih prednatjecanja plasiralo na prvenstvo.
- Rusija
- Nizozemska
- Španjolska
- Turska
- Njemačka

Kao pobjednice drugog kruga prednatjecanja plasirale su se:
- Italija (skupina A)
- Belgija (skupina B)
- Poljska (skupina C)
- Hrvatska (skupina D)
- Bugarska (skupina E)
- Bjelorusija (skupina F)

Preko trećeg kruga prednatjecanja (razigravanja) plasirale su se Mađarska, Češka i Ukrajina.

## Vanjske poveznice
- Službene stranice prvenstva pri CEV-u (engl.)